# تپه شرقی پینه کوه
تپه شرقی پینه کوه مربوط به عصر مس است و در شهرستان خرم‌آباد، بخش مرکزی، دهستان رباط نمکی، روستای پینه کوه واقع شده و این اثر در تاریخ ۲۸ اسفند ۱۳۸۵ با شمارهٔ ثبت ۱۸۷۸۱ به‌عنوان یکی از آثار ملی ایران به ثبت رسیده است.